# Gare de Monsempron-Libos
La gare de Monsempron-Libos est une gare ferroviaire française de la ligne de Niversac à Agen, située sur le territoire de la commune de Monsempron-Libos, à proximité de Fumel, dans le département de Lot-et-Garonne en région Nouvelle-Aquitaine.
Elle est mise en service en 1863 par la Compagnie du chemin de fer de Paris à Orléans (PO) et devient une gare de bifurcation en 1869 lors de l'ouverture de l'embranchement jusqu'à Cahors. Elle perd sa dernière activité de gare de bifurcation en 2010 avec la fermeture du trafic marchandises sur le tronçon jusqu'à Fumel.
C'est une gare voyageurs de la Société nationale des chemins de fer français (SNCF) du réseau TER Nouvelle-Aquitaine, desservie par des trains express régionaux.

## Situation ferroviaire
Établie à 77 mètres d'altitude, la gare de Monsempron-Libos est située au point kilométrique (PK) 608,824 de la ligne de Niversac à Agen, entre les gares ouvertes de Sauveterre-la-Lémance, s'intercale la gare fermée de Cuzorn, et de Trentels-Ladignac.
C'est une ancienne gare de bifurcation, origine de la ligne de Monsempron-Libos à Cahors dont seul le tronçon jusqu'à Fumel n'est pas déclassé, mais il n'est plus exploité depuis 2010.

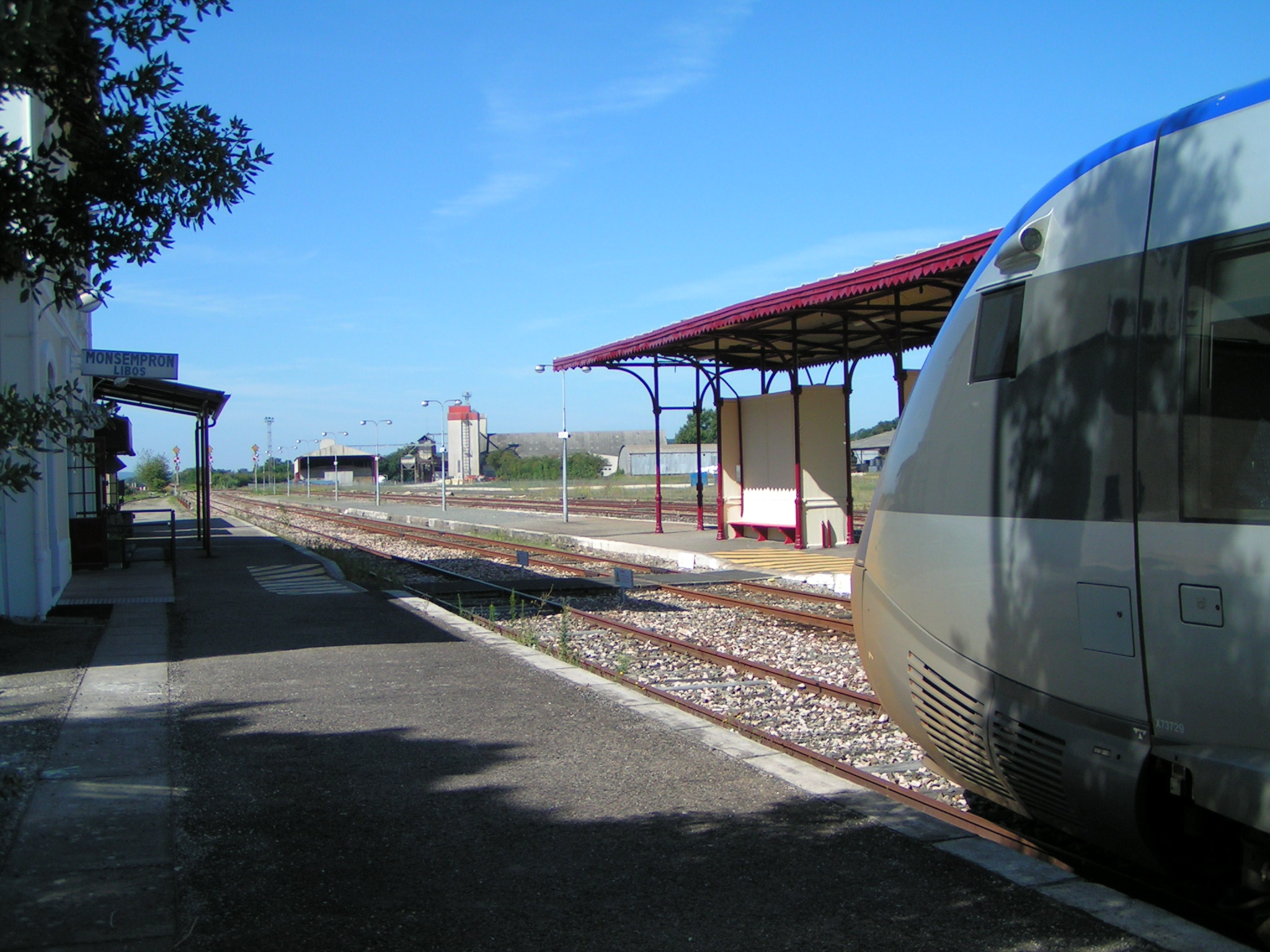
L'intérieur de la gare.

## Histoire
La « station de Monsempron-Libos » est mise en service le 3 août 1863 par la Compagnie du chemin de fer de Paris à Orléans (PO), lorsqu'elle ouvre à l'exploitation la ligne à voie unique de Niversac à Agen.
Elle devient une gare de bifurcation le 20 décembre 1869, lors de l'ouverture par la Compagnie du PO de l'embranchement de Monsempron-Libos à Cahors. Cela permet à des trains de Cahors d'être en correspondance avec les trains pour Paris en gare de Monsempron.
En 1871 la recette annuelle de la station de « Monsempron-Libos », du réseau d'Orléans, est de 127 197 francs et pour l'année 1882 elle est de 129 075 francs.
Le trafic voyageurs est fermé le 26 septembre 1971 sur l'embranchement de Cahors et la bifurcation n'est plus exploitée depuis la fermeture au service des marchandises, le 25 novembre 2011, du dernier tronçon qui était encore en activité : de Monsempron-Libos à Fumel.
En 2009, la gare et ses abords sont modernisés, avec notamment l'amélioration de l'accessibilité pour les personnes à la mobilité réduite.
En 2014, c'est une gare voyageurs d'intérêt local (catégorie C : moins de 100 000 voyageurs par an de 2010 à 2011), qui dispose de deux quais (dont un central), d'une longueur totale de 180 m et 336 m pour le quai central, deux abris et une traversée de voie à niveau par le public (TVP).
En 2014, selon les estimations de la SNCF, la fréquentation annuelle de la gare était de 41 944 voyageurs.
En 2019, selon les estimations de la SNCF, la fréquentation annuelle de la gare était de 35 773 voyageurs.
En 2024, selon les estimations de la SNCF, la fréquentation annuelle de la gare était de 47 114 voyageurs.

## Service des voyageurs

### Accueil
Gare SNCF, elle dispose d'un bâtiment voyageurs ouvert tous les jours, avec guichet ouvert du lundi au vendredi. Elle est équipée d'automates pour l'achat de titres de transport TER

### Desserte
Monsempron-Libos est une gare voyageurs du réseau TER Nouvelle-Aquitaine, desservie par des trains express régionaux de la relation Périgueux - Agen (ligne 34). Certaines relations depuis Agen ont pour terminus Monsempron-Libos.

### Intermodalité
Un parc pour les vélos et un parking pour les véhicules y sont aménagés.
Un service de cars, à tarification SNCF, assure le remplacement de la desserte ferroviaire de l'ancienne ligne de Monsempron-Libos à Cahors. Elle est desservie également par le réseau de cars régionaux de la Nouvelle Aquitaine (ligne vers Villeneuve-sur-Lot)

## Patrimoine ferroviaire
Le site dispose de plusieurs édifices ferroviaires : le bâtiment voyageurs d'origine est un bâtiment type de la compagnie du PO, avec un corps central à trois ouvertures, sur une base rectangulaire, et un étage sous une toiture à deux pans, il est encadré par deux petites ailes en rez-de-chaussée, dans son prolongement, l'une à deux ouvertures et l'autre à une ouverture, ; une ancienne remise à locomotive, de cinq travées, construite en béton; le poste T au sud de la gare qui commandait autrefois les voies de service du triage.